# 劉景宇
劉景宇（？年—？年），字參之，四川叙州府南溪縣人，民籍，治《易經》，明朝政治人物。

## 生平
四川鄉試第三十四名舉人。正德六年（1511年）中式辛未科會試第一百一名，登第二甲第一百一十四名進士。七年五月选授陕西道试监察御史。

## 家族
曾祖劉琬；祖父劉□，曾任教授贈戶部員外郎；父劉信，曾任布政司右□贈嘉議大夫。母胡氏 （封孺人）。慈侍下。兄劉景寅（员外郎）。